# Levada

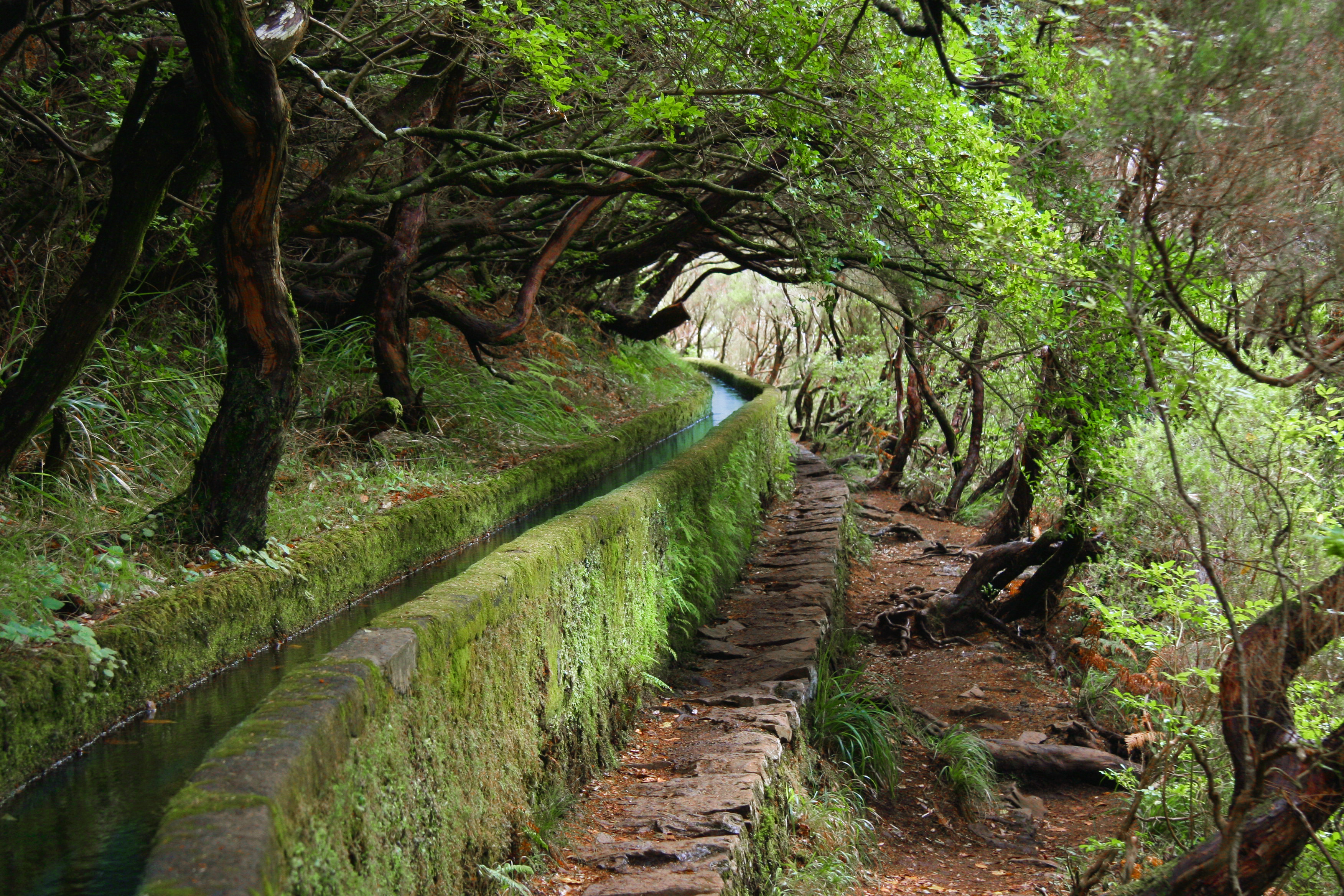
Levada i närheten av Rabaçal

En levada är en bevattningskanal eller akvedukt som endast finns på den portugisiska ön Madeira.

## Historia
Levadorna kom till på grund av nödvändigheten att föra stora mängder vatten från de västra och nordvästra delarna av ön till de torrare delarna i sydost, som är mer gynnsama för boende och jordbruk, såsom sockerrörsproduktion. De användes tidigare även för att tvätta kläder i de områden där rinnande vatten till hemmet inte var tillgängligt. Idén om denna typ av vattenkanal fördes till Portugal med morerna under Al-Andalus-tiden. Liknande exempel kan fortfarande hittas i Iberien.
På femtonhundratalet började portugiserna bygga levador för att frakta vatten till jordbruksområden. Den senaste byggdes på 1940-talet. Madeira är mycket bergigt, och byggandet av levadorna var ofta svårt. Många levador är inhuggna i sidorna av bergen, och cirka 25 kilometer tunnlar är grävda.

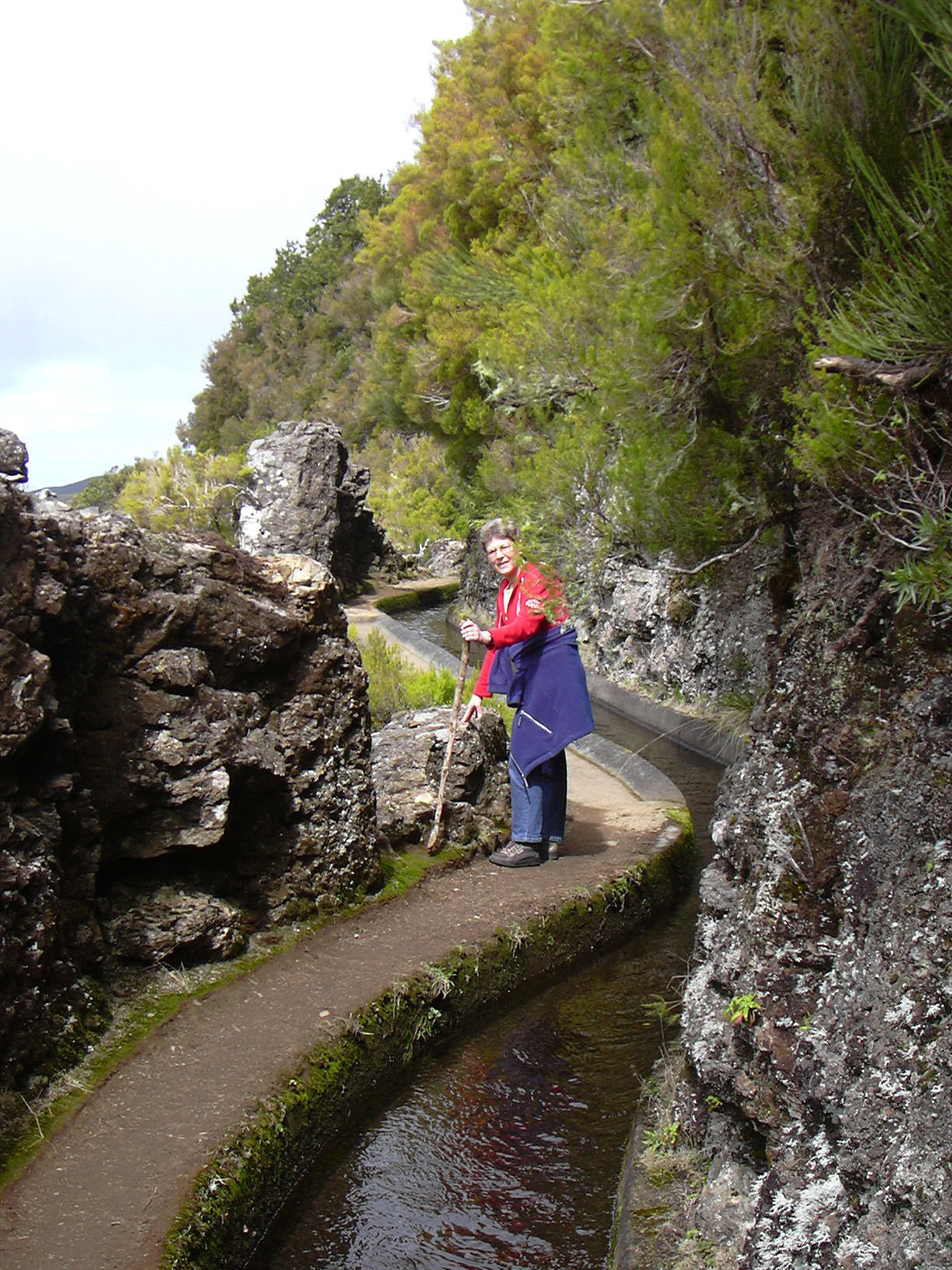
Vandrare på vägen bredvid en levada

## Levador idag
Idag levererar levadorna inte bara vatten till de södra delarna av ön utan ger också vattenkraft. Det finns mer än 2170 kilometer av levador och de utgör ett mycket stort nätverk av vandringsleder. Vissa ger enkla och avkopplande promenader genom vacker natur, medan andra är smala, söndersmulade avsatser där ett felsteg kan leda till allvarliga skador eller dödsfall.
En populär levada att vandra efter är Levada do Caldeirão Verde som fortsätter som Levada Caldeirão do Inferno. Sammanlagt är de två sträckorna cirka 37 kilometer långa. Längs de båda levadorna finns långa sektioner som kan orsaka yrsel hos vandrarna och flera tunnlar där ficklampor och hjälmar är viktiga. Levada do Caniçal är en mycket enklare promenad. Denna levada sträcker sig 11,4 kilometer från Maroços till Caniçal Tunnel. Den är känt som mimosa levada eftersom akacior (vanligen förväxlade med mimosor) finns längs vägen.